# Beautiful Creatures (banda)
Beautiful Creatures (algumas vezes abreviado como BC) é uma banda de hard rock formada em 1999 pelo guitarrista DJ Ashba e o cantor Joe Lesté da banda Bang Tango. A formação atual da banda é composta por Lesté (vocais), Delta Starr (guitarra), Anthony Focx (guitarra), Lance Eric (baixo) e Justin Sandler (bateria). Anteriormente o grupo tinha Kenny Kweens (atualmente no L.A. Guns), Alex Grossi (atualmente no Quiet Riot e Bang Tango), Michael Thomas (atualmente no Adler's Appetite) e Glen Sobel. O fundador DJ Ashba atualmente toca no Sixx:A.M.)
A banda lançou somente dois álbuns - Beautiful Creatures (2001); Deuce (2005) e tem algumas músicas como soundtrack para filmes como Valentine, Rollerball, A Proposta e também em séries de televisão como Smallville e Sons of Anarchy.

## História

### Formação e álbum de estréia (1992-2002)
Em 1999, o guitarrista DJ Ashba e Joe Lesté formou o grupo adicionando Kenny Kweens junto com o baterista de estúdio Anthony Focx que apareceu no filme Wayne's World. Focx eventualmente se tornou guitarrista quando Glen Sobel, outro baterista de estúdio, entrou em seu lugar. Esta é a primeira formação com o nome de Beautiful Creatures. Eles abriram um show em Houston, Texas para o Kiss, tocando com o nome de Hellstar The band were given two more support slots in Detroit and East Lansing então entraram em estúdio para gravar material para seu disco de estréia. A banda então abriu então mais dois shows em Detroit e East Lansing então eles entraram no estúdio para gravar seu álbum de estréia. A banda então assinou com a Warner Bros. Records e lançaram seu álbum Beautiful Creatures, produzido por Sean Beaven em 14 de agosto de 2001. O álbum ficou no número 38 na Billboard Top Heatseekers enquanto a canção "Wasted" chegou na posição 37 no Hot Mainstream Rock Tracks. A banda foi adicionada na formação para o show da Ozzfest enquanto o single "Wasted" chegou ao número 37 no Mainstream Rock Chart. A band foi adicionada ao 2001 Ozzfest tocando em 8 de junho, enquanto em 12 de agosto tocou no Rolling Rock Tour e depois tocou no Japão. A canção 1 A.M foi trilha sonora do filme Valentine e na série de TV Smallville. Ride aparece na trilha sonora do remake Rollerball.

### Saída de Ashba e Sobel
Em 13 de fevereiro de 2002, a banda anunciou que DJ Ashba estava deixando o grupo mas que a banda iria substítui-lo e continuar. Ashba disse que tinha deixado a banda em bons termos e que os fans aceitassem "o novo integrante da banda de braços abertos". Pouco menos de um mês depois, a banda de glam rock Tuff confirmou que o guitarrista Michael Thomas tinha entrado para o Beautiful Creatures para substituir a recente saída de Ashba. No entanto, Thomas saiu da banda em abril de 2003 para tocar no Suki Jones (a primeira formação do Adler's Appetite) como um substituto temporário para Brent Muscat que estava em turnê com Faster Pussycat. Thomas então se juntou à banda solo de DJ Ashba que se chamava "ASHBA". O baterista Glen Sobel saiu da banda e se juntou à banda de fundo do cantor/rapper Brooks Buford junto com os membros fundadores do Killgore e membros do Hate Machine, Omniblank, Rehab e a banda solo de Tommy Lee.

### Deuce(2003-2006)u
Depois das perdas a banda se reuniu ao guitarrista Alex Grossi e o baterista Matt Star e começaram a gravar material. Produzido pelo guitarrista Anthony Focx e mixado por Toby Wright, que já tinha trabalhado para o Alice in Chains, Korn e Kiss, a banda então lançou seu segundo álbum Deuce para a gravadora japonesa JVC em 2004 com o lançamento nos Estados Unidos no começo de 2005, mas o álbum não foi lançado até 21 de abril de 2005 no Japão e depois de assinar com a Spitfire Records, o álbum foi lançado nos Estados Unidos em 23 de agosto de 2005. Neste momento, o guitarrista Grossi tinha saído da banda para se juntar à nova formação do Quiet Riot e ser substítuido por Mark Simpson, que era membro fundador do Flotsam and Jetsam. O baterista Starr também foi substítuido por Timmy Russell que era baterista do Bang Tango. Para ajudar no álbum, a banda anunciou a turnê com a banda The Genitorturers. Depois de assinar com a Perris Records para o lançamento europeu em 2006, a banda embarcou em turnê britânica com Stephen Pearcy do Ratt.

### Novo álbum e eventos recentes (2007-presente)
Em outubro de 2007, o vocalista Lesté anunciou que a banda estava planejando um novo álbum e também uma turnê européia em janeiro de 2008.
| “ | Rumores de uma turnê europeia do Beautiul Creatures para janeiro de 2008 [são] verdade. Datas serão anunciadas em breve. Um novo álbum do Beautiful Creatures também verdade. No entanto, nenhuma música neste tempo está sendo escrita ou gravada, planos estão sendo feitos para o terceiro álbum da banda. | ” |

No começo de 2008, o baixista Kenny Kweens começou seu próprio projeto intitulado Villains of Vaudeville com 3 músicas postadas no perfil oficial da banda no Myspace.
A banda tocou um show no Dia dos Namorados com Faster Pussycat então em abril foram anunciados uma das bandas no Rocklahoma 2008 em 13 de julho, domingo.
Em 8 de outubro de 2008, a canção "Anyone" do álbum Deuce apareceu na série de televisão Sons of Anarchy.
Em março de 2009, o baterista Timmy Russell saiu da banda para se juntar ao Burn Halo. Em 24 de março, é anunciado que a canção Freedom do Deuce irá aparecer na comédia romântica A Proposta, estrelando Sandra Bullock e Ryan Reynolds, como trilha sonora oficial. Também em março, DJ Ashba foi anunciado como novo guitarrista do Guns N' Roses substítuindo Robin Finck, que deixou a banda para reentrar no Nine Inch Nails.
Em 5 de julho, Kenny Kweens deixou a banda para substítuir o demitido Scott Griffin do L.A. Guns mas continuou tocando no 3° ano do Rocklahoma. A formação atual da banda agora consiste de Joe Lesté nos vocais, Delta Starr na guitarra, Lance Eric (do Bang Tango) no baixo e Justin Sandler na bateria.

## Discografia
- Beautiful Creatures (2001)
- Deuce (2005)

## Membros
| Membros atuais - Joe Lesté – vocais (1999–presente) - Anthony Focx – guitarra, bateria (1999–presente) - Delta Starr – guitarra (2009–presente) - Justin Sandler – bateria (2009–presente) - Lance Eric – baixo (2009–presente) | Ex-membros - Kenny Kweens – baixo (1999–2009) - DJ Ashba – guitarra (1999–2002) - Glen Sobel – bateria (1999–2003) - Michael Thomas – guitarra (2002–2003, 2005–2008) - Alex Grossi – guitarra (2003–2005, 2008–2009) - Matt Starr – bateria (2003–2005) - Mark Simpson – guitarra (2005) - Timmy Russell – bateria (2005–2009) |